# Christian Roux
Pour les articles homonymes, voir Roux (patronyme).
Œuvres principales
- Adieu Lili Marleen

Christian Roux, né le 1er juin 1963 à Chatou (Yvelines), est un écrivain, scénariste, auteur, compositeur et interprète français.

## Biographie
Après avoir suivi une formation de pianiste, Christian Roux réussit le concours général d'Éducation musicale. Il exerce différents métiers dont instituteur, berger, employé de librairie, caissier, magasinier, coursier, déménageur de décor, machiniste constructeur, pianiste de bar, peintre en bâtiment… Il devient intermittent du spectacle en 1997 et se consacre exclusivement, à partir de ce moment-là, à la musique, au spectacle vivant, au cinéma et à l'écriture.
Les Maisons aux paupières crevées raconte une histoire d'amitié très forte entre deux adolescentes et aborde avec acuité les thèmes de la pauvreté, de la marginalité, de la reconduite des clandestins aux frontières et, plus généralement, du racisme ordinaire.

## Œuvre

### Romans
- Braquages, Paris, le Serpent à plumes, coll. « Serpent noir », 2002, 232 p.  (ISBN 2-84261-312-0) ; réédition, Paris, Gallimard, coll. « Folio policier » no 337, 2004, 281 p.  (ISBN 2-07-031329-8)
- Placards, Paris, le Serpent à plumes, coll. « Serpent noir », 2003, 200 p.  (ISBN 2-84261-409-7) ; réédition dans une version entièrement remaniée par l'auteur, Paris, Payot & Rivages, coll. « Rivages/Noir » no 937, 2013  (ISBN 978-2-7436-2648-8)
- Les Ombres mortes, Paris, Payot & Rivages, coll. « Rivages/Noir » no 575, 2005, 246 p.  (ISBN 2-7436-1449-8)
- La bannière était en noir, Paris, La Branche, coll. « Suite noire » no 29, 2009, 94 p.  (ISBN 978-2-35306-032-0)
- Kadogos, Paris, Payot & Rivages, coll. « Rivages/Noir » no 749, 2009, 320 p.  (ISBN 978-2-7436-2017-2)
- L'Homme à la bombe, Paris, Payot & Rivages, coll. « Rivages/Noir » no 866, 2012, 1570 p.  (ISBN 978-2-7436-2356-2)
- Adieu Lili Marleen, Paris, Payot & Rivages, coll. « Rivages/Thriller », 2016, 269p.  (ISBN 978-2-7436-3154-3) ; réédition, Paris, Payot & Rivages, coll. « Rivages/Noir » no 1041, 2017
- Que la guerre est jolie, Paris, Payot & Rivages, coll. « Rivages/Thriller », 2018, 300p.  (ISBN 9782743642488)

### Romans pour la jeunesse
- Les Maisons aux paupières crevées, (d'après une idée de Nicole Champenois), Paris, Syros jeunesse, coll. « Souris noire », 2008, 145 p.  (ISBN 978-2-7485-0719-5)
- La Cabane au fond du chantier, Paris, Syros jeunesse, coll. « Souris noire », 2012, 145 p.  (ISBN 978-2-74-851288-5)

### Nouvelles
- Panier de crabe, dans Le Monde du 12 juin 2008
- Le Sept de carreau, Paris, Éditions la Tengo, coll. « Pièces à conviction », 2011  (ISBN 978-2-35461-017-3)
- Dix doigts dans l'engrenage, Paris, Société éditrice du Monde, coll. « Les Petits Polars du Monde » no 9, 2013, 53p.  (ISBN 978-2-36156-124-6)
- Justice est faite, Serres-Morlaàs, Éditions dl l'Atelier, coll. « Quelqu'un m'a dit : social fiction », 2013, 54p.  (ISBN 978-2-36224-038-6)
- Métamorphose d'Emma F. in Banlieues parisiennes Noir, chez Asphalte éditions, coll. « Asphalte Noir (Nouvelles noires) » (2019)  (ISBN 978-2-918767-86-2)

### Scénarios
- Le Chant des sirènes, téléfilm français réalisé par Laurent Herbiet, adaptation par Herbiet et Christian Roux du roman La bannière était en noire de ce dernier
- Luther, série télévisée

## Musique
En 1994, Christian Roux crée le groupe Vern avec lequel il sort l'album Des jours et des nuits chez Night and Day. Après de multiples collaborations musicales avec le monde théâtral et cinématographique, il sort en 2007, sous son propre nom, l'album Défardé (Nicri production/ Mosaïc Musique). Son deuxième album Goutte à goutte, sort en avril 2010.
Christian Roux est actuellement l'auteur compositeur interprète du groupe Karnage Opéra qui a publié plusieurs albums : V comme Love (2018) ; Revenir (2021), un triptyque de 3 EP sortis à sept semaines d'intervalle entre janvier et juin 2021.
En septembre 2021, il publie un autre album sous son nom : réVOLution’s LOV

## Discographie
- 2010 : Défardé, CD, Toulouse, Nicri
- 2010 : Goutte à Goutte, CD, Toulouse, Nicri
- 2018 : V comme Love, CD, Nicri
- 2021 : Revenir#1, Revenir#2, Revenir#3, plateformes numériques, Nicri
- 2021 : réVOLution’s LOV, format numérique, Nicri

## Distinctions
- 2002 : Prix SNCF du premier polar pour Braquages
- 2003 : Prix Polar dans la ville du festival de Saint-Quentin-en-Yvelines pour Braquages
- 2003 : Prix des lycées inter-professionnel de Nantes pour Braquages
- 2003 : Prix des lycéens d’Angers et de Cholet pour Braquages
- Prix du syndicat de la critique 2005 : meilleur compositeur de musique de scène pour Le Collier de perles du gouverneur Li-Qing
- 2005 : Prix du Polar francophone du Festival de Montigny-lès-Cormeilles pour Les Ombres mortes
- 2011 : Prix Polar Michel Lebrun des Lycéens pour Kadogos
- 2011 : Grand Prix festival de la fiction TV de La Rochelle pour le film Le Chant des sirènes
- 2016 : Trophées 813 du roman d'expression française pour Adieu Lili Marleen